# Graphiphora omega
Graphiphora omega là một loài bướm đêm trong họ Noctuidae.